# Mobula eregoodootenkee
Espèce
Statut de conservation UICN

EN : En danger
Mobula eregoodootenkee, aussi appelé Mobula diabolus, raie du diable à longues cornes ou Petit diable en français, est une espèce de raie de la famille des Mobulidés. Elle a été décrite pour la première fois en 1859 par Pieter Bleeker et se trouve dans l'Océan Indien et le Pacifique tropical.

## Morphologie
De couleur gris-brunâtre foncé avec un dessous blanc et des marges sombres sur les nageoires pectorales5, elle peut atteindre 1,3 mètre de largeur de disque. Les mâles sont matures vers 99 cm de largeur de disque et les femelles vers 92,5 cm.

## Espèce ressemblante
Une étude taxonomique a suggéré que les Mobula eregoodootenkee et que les Mobula kuhlii sont en réalité conspécifique, c'est-à-dire qu'elles appartiendraient en réalité à la même espèce. Mais des études plus récentes réalisées en 2019 et en 2020 ont suggéré qu'il s'agirait d'espèces distinctes.

## Biologie

### Comportement
Mobula eregoodootenkee, comme les autres raies du genre Mobula, est une espèce migratrice à croissance lente ayant des populations fragmentées et grégaires. Elle peut descendre à 50 m de profondeur.

### Régime alimentaire
Le zooplancton de surface et les téléostéens zooplanctivores sont des composants alimentaires importants des raies Mobula eregoodootenkee, à des échelles temporelles de court et long terme. Beaucoup de sprats ont en effet été retrouvés dans l'estomac de certains spécimens. Mobula eregoodootenkee a donc une utilisation spécialisée des ressources par rapport à d'autres Mobulidés de la région.

### Reproduction
La reproduction des Mobula eregoodootenkee est vivipare. Les femelles ont probablement un faible rendement de reproduction annuel. En effet, la durée de gestation serait d'au moins 10 mois, et irait peut-être jusqu'à 12 mois, pour produire un seul petit, d'environ 43 cm de largeur de disque, et la période de repos entre les gestations pourrait aller de 1 à 3 ans,. Les raies du genre Mobula sont donc possiblement parmi les espèces les moins fécondent des élasmobranches.

### Espérance de vie
L'âge de maturité sexuelle, de même que l'espérance de vie, ne sont pas connus et sont dès lors déduit de Mobula mobular, bien que celles-ci peuvent atteindre des tailles bien plus importantes (520 cm). Mobula mobular atteint sa maturité vers 5 à 6 ans et vit maximum 20 ans, avec une longueur de génération de 12,8 ans.

## Répartition et habitat

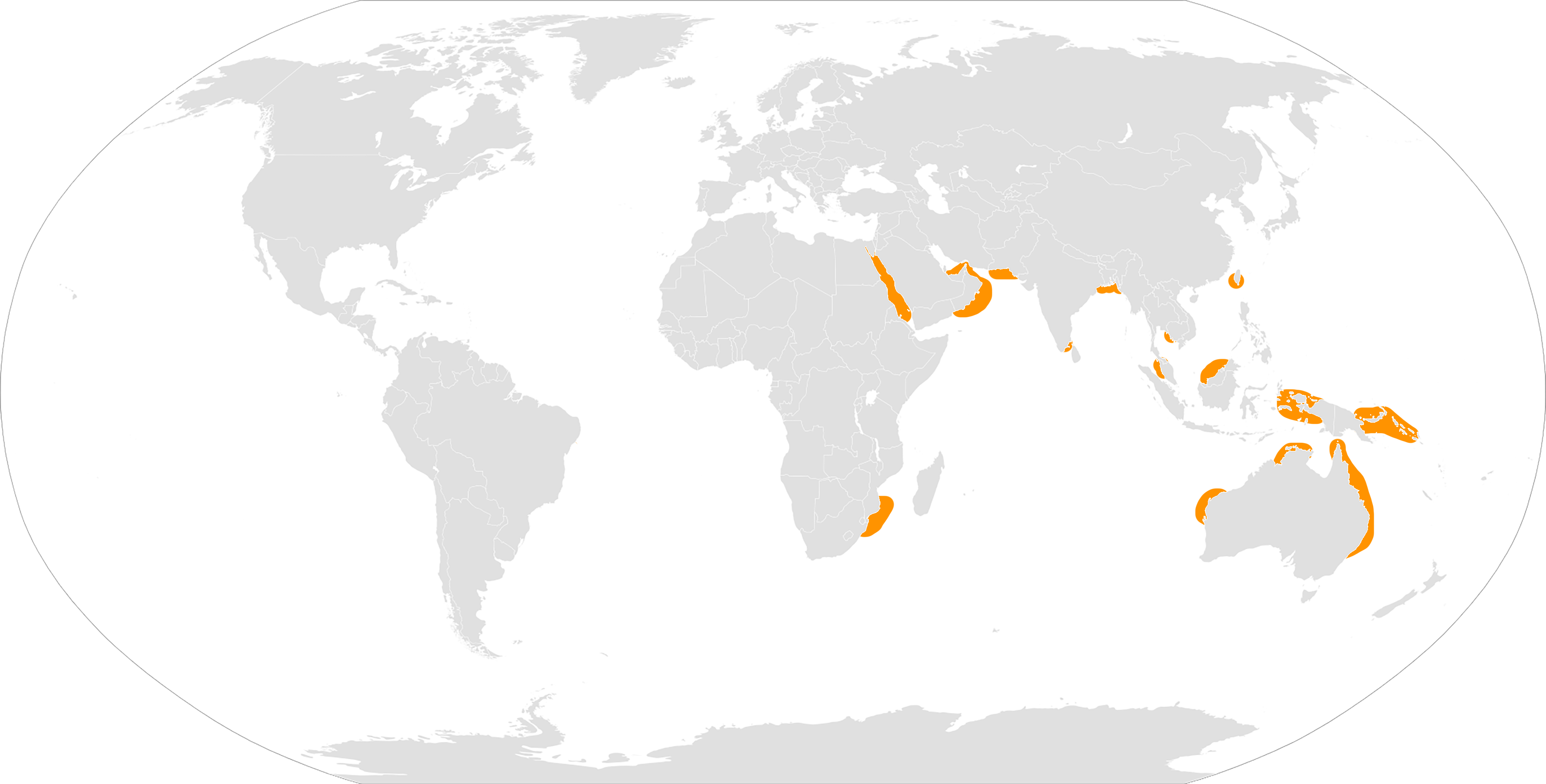
Aire de répartition de Mobula eregoodotenkee.

Mobula eregoodootenkee est native le long des côtes des endroits suivants : Australie ; Bangladesh ; Océan Indien britannique ; Cambodge ; Égypte ; Érythrée ; Éthiopie ; Inde ; Indonésie ; Israël ; Jordanie ; Malaisie (Péninsule Malaysienne, Sarawak) ; Oman ; Pakistan ; Papouasie Nouvelle Guinée ; Qatar ; Arabie Saoudite ; Afrique du Sud ; Taiwan ; Émirats Arabes Unis.
Elle est possiblement étendue dans les endroits suivants : Bahreïn ; Territoire britannique de l'océan Indien (archipel des Chagos) ; Brunei Darussalam ; Chine ; Ile Christmas ; Iles Cocos (Keeling) ; Comores ; Djibouti ; Guam ; Iran ; Irak ; Kenya ; Kuwait ; Madagascar ; Maldives ; Ile Maurice ; Mayotte ; Mozambique ; Myanmar ; Philippines ; Réunion ; Seychelles ; Singapour ; Somalie ; Sri Lanka ; Soudan ; Tanzanie ; Thaïlande ; Timor-Leste ; Viet Nam; Yémen.
Mobula eregoodootenkee vit dans le milieu marin néritique, c'est-à-dire dans la zone s'étendant au-dessus du plateau continental. Elle se retrouve aussi dans les récifs coralliens.

## Menaces
L'espèce est vulnérable à la capture pendant les migrations côtières mais est également chassée. À cause de leur faible rendement de reproduction annuel, le déclin de l'espèce induit par la pêche est difficile à contrer. Leur vitesse de nage relativement lente, leur grande taille, et leur tendance à se regrouper tend à rendre leur capture plus facile. L'offre diminue pour la vente des plaques branchiales des raies, utilisées dans l'alimentation, tandis que les prix augmentent et que la demande reste continue, indiquant un déclin potentiel du genre Mobula. Presque toutes les plaques branchiales des Mobulidaes partent vers la Chine, au marché de Guangzhou, avec 60 tonnes reportée en 2011, et 120 tonnes en 2013.
De nombreuses pêcheries sont confrontées à l'épuisement des stocks, que ce soit au Pakistan, dans les eaux indiennes ou indonésiennes par exemple. Les données montrent des réductions de population de Mobula eregoodootenkee allant de 50 à 99% au cours des trois dernières générations dans plusieurs régions. Dans d'autres régions, les données sont incertaines. Une estimation du déclin mondial de l'espèce serait de 50 à 79% sur les trois dernières générations. Il faut ajouter à cela que les pêches déclarées ne sont probablement qu'une partie de la mortalité totale liée à la pêche.
Comme il est difficile de différencier les espèces de Mobula entre elles, l'identification des raies pêchées et débarquées ne va souvent pas jusqu'à l'espèce, rendant difficile l'évaluation de l'impact des pêches sur les populations des Mobula sp.
Lorsqu'elles sont capturées involontairement, elles sont souvent gardées car leur valeur commerciale est élevée, et même lorsqu'elles sont rejetées vivantes à la mer, elles sont souvent blessées et le taux de mortalité est élevé.D'autres causes de mortalité peuvent être citées : la destruction et la dégradation des habitats, les changements climatiques, l'acidification des océans, la pollution par le déversement d'hydrocarbures, ou encore la pollution par les plastiques, micro plastiques et leurs contaminants comme les polluants organiques persistants.